# Lethal Weapon 3
Lethal Weapon 3 is een Amerikaanse actiefilm uit 1992 en is het derde deel van de Lethal Weapon-serie. De film ging op 15 mei 1992 in première. Net zoals bij Lethal Weapon en Lethal Weapon 2 spelen Mel Gibson en Danny Glover de hoofdrol.
Samen met Joe Pesci en Rene Russo moeten ze het dit keer opnemen tegen de corrupte ex-politieagent Jack Travis, gespeeld door Stuart Wilson.

## Verhaal
De film begint met een bommelding, waar Riggs en Murtaugh op af gestuurd worden. Riggs weet Murtaugh - die een week later met pensioen zal gaan - ervan te overtuigen naar binnen te gaan voordat de explosievenopruimingsdienst gearriveerd is, zodat Riggs de bom zelf uit kan schakelen. Helaas werkt het averechts. Door de acties van Riggs worden de timers geactiveerd, en weten Riggs en Murtaugh ternauwernood aan de dood te ontsnappen. Riggs en Murtaugh worden gedegradeerd naar de patrouilledienst.
Tijdens hun patrouille zien ze een man buiten een oversteekplaats de weg oversteken. Nadat ze deze man de stuipen op het lijf hebben gejaagd zien ze een geldwagen geld ophalen. Het lijkt een gewone transactie, totdat er een tweede geldwagen aankomt en ze zijn getuige van een overval. Hierop volgt een achtervolging waarbij een overvaller ontkomt, terwijl de andere in hechtenis wordt genomen. De verdachte blijkt een werknemer te zijn van de voormalige LAPD brigadier, Jack Travis, die in van de LAPD in beslag genomen, gestolen wapens, handelt in Los Angeles. Tevens wordt het bekend dat de wapens van de verdachten geladen waren Armour Piercing bullets. Riggs en Murtuagh worden weer gepromoveerd tot detectives en moeten samen werken met Lorna Cole, een detective van Interne Zaken, om Jack Travis op te sporen.
Ondertussen is Jack Travis bezig een deal te sluiten met de gangster Tyrone, als de ontsnapte overvaller terugkeert. De overvaller wordt door Travis levend begraven onder beton als straf, doordat de politie betrokken raakte tijdens de overval. Even later vermoord Travis de in hechtenis genomen overvaller, voordat hij ondervraagd kan worden door de politie. Travis is echter niet op de hoogte van de geheime camera's die in de ondervragingsruimtes hangen, waardoor zijn identiteit geverifieerd kan worden, door zowel hoofdinspecteur Murphy en Lorna Cole. Terwijl ze de camerabeelden bekijken, komt hun vriend Leo Getz, die tevens de makelaar van Murtaugh is geworden, binnen en zegt ook dat hij Travis herkent doordat hij enkele zaken met hem heeft gedaan en ijshockeykaartjes voor hem heeft geregeld.
Riggs, Murtaugh en Getz gaan naar het ijshockeystation in een poging om Jack Travis te onderscheppen. Travis slaagt er echter in om te ontsnappen en schiet daarbij Leo neer. De schotwond blijkt niet ernstig te zijn, maar om Leo even af te wimpelen, besluiten Riggs en Murtaugh om Leo enkele dagen in het ziekenhuis te laten. Om Leo te plagen, schrijft Riggs in Leo's dossier op dat hij een Rectaal toucher moet krijgen.
Ondanks de mislukte poging om Travis te vangen, komen Riggs en Murtaugh er toch achter waar het warenhuis van Travis bevind. Terwijl ze wachten op Cole, wachten Riggs en Murtaugh bij een eettent, waarbij ze getuigen raken van een drugsdeal. In een poging om de schietpartij te onderscheppen, wordt Riggs neergeslagen en beschoten. Murtaugh slaagt erin om de schutter uit te schakelen en komt tot zijn schrik erachter dat de schutter een goede vriend van zijn zoon Nick was. Terwijl Murtaugh tijdelijk niet meer in staat is om zijn werk te doen, gaan Riggs en Cole naar het warenhuis, waar ze na een vechtpartij erin slagen om de gestolen wapens terug te stelen. Later die dag onthullen Riggs en Cole hun gevoelens voor elkaar, waarop een vrijpartij volgt. Later die avond gaat Riggs naar Murtaugh's boot toe en treft hem daar depressief en dronken aan. Riggs overtuigt Murtaugh dat het niet zijn schuld was en haalt hem over om naar de begrafenis van Daryl, de neergeschoten schutter, te gaan. Op de begrafenis wordt Murtaugh door Daryl's vader benaderd en die vraagt hem om hoe dan ook, de persoon te vinden die het wapen aan Daryl verkocht heeft.
Cole komt erachter dat Daryl's wapen, de Armour Piercing Bullets en de gestolen wapen allemaal door de LAPD vernietigd moesten worden en gestolen waren door Travis, die zijn dienstnummer heeft kunnen gebruiken. Vervolgens lijdt het spoor naar de gangster Tyrone. Hij wordt vervolgens ondervraagt en onthult een garage waar veel van Travis' handlangers werken. Riggs, Murtaugh en Cole slagen erin om de handlangers te arresteren. Ondertussen komt Travis erachter dat de overige wapens en ammunitie naar een nieuwe, meer beveiligde locatie zijn gebracht. Travis gijzelt hoofdinspecteur Murphy en gebruikt diens dienstnummer om toegang te krijgen tot de opslag. Cole komt erachter dat het Travis is gelukt om toegang te krijgen tot de opslag en zij, Riggs, Murtaugh en een Edwards, een beginnend agent die zwaar onder de indruk is van Riggs en Murtaugh, gaan naar de opslag toe om Travis tegen te houden.  Ze slagen erin om Murphy te bevrijden en een deel van de handlangers uit te schakelen, maar Travis en een handlanger slagen erin te ontsnappen, wat Edwards zijn leven kost. Na een achtervolging tussen Riggs en Travis, slaagt Travis erin te ontsnappen.
Via Leo krijgen ze te horen dat Travis opereert vanaf een in aanbouw zijnde woonwijk, die door zijn bedrijf wordt gebouwd. Riggs, Murtaugh en Cole infiltreren de bouwplaats, waarop een flink vuurgevecht volgt. Tijdens het gevecht wordt een groot deel van de handlangers uitgeschakeld en wordt de bouwplaats grotendeels verwoest. Travis schiet Cole neer en probeert Riggs te pletten met een bulldozer, maar wordt neergeschoten door Riggs, die Daryl's wapen gebruikt met de Armour Piercing Bullets, die dwars door het metaal van de bulldozer gaan. Riggs komt erachter dat Cole het heeft overleefd, doordat ze twee kogelwerende vesten droeg, en vertelt haar dat hij van haar houdt, waarna ze vervolgens met een traumahelikopter naar het ziekenhuis wordt gebracht.
De volgende dag viert de familie Murtaugh's pensioen en komt Leo met de boodschap dat het huis eindelijk verkocht is. Murtaugh vertelt op zijn beurt dat hij niet met pensioen wil gaan en het huis wil houden. Riggs wacht Murtaugh buiten op en vertelt hem dat hij al wist dat Murtaugh niet met pensioen kon gaan en vertelt ook dat hij en Cole een stelletje zijn geworden.
De film eindigt met dat Riggs en Murtaugh naar een bommelding moeten gaan en terwijl ze aankomen, ontploft het gebouw, waarop de iconische zin 'I'm getin' to old for this shit' volgt.

## Rolverdeling
| Acteur             | Personage                  |
| ------------------ | -------------------------- |
| Mel Gibson         | Rechercheur Martin Riggs   |
| Danny Glover       | Rechercheur Roger Murtaugh |
| Joe Pesci          | Leo Getz                   |
| Rene Russo         | Lorna Cole                 |
| Stuart Wilson      | Jack Travis                |
| Steve Kahan        | Hoofdinspecteur Ed Murphy  |
| Darlene Love       | Trish Murtaugh             |
| Traci Wolfe        | Rianne Murtaugh            |
| Gregory Millar     | Tyrone                     |
| Nick Chinlund      | Hatchett                   |
| Paul Tuerpe        | Travis' handlanger #3      |
| Damon Hines        | Nick Murtaugh              |
| Ebonie Smith       | Carrie Murtaugh            |
| Alan Scarfe        | Herman Walters             |
| Mary Ellen Trainor | Stephanie Woods            |
| Jason Rainwater    | Jonge agent                |
| Delores Hall       | Delores Jackson            |
| Bobby Wynn         | Darryl                     |
| Mark Pellegrino    | Billy Phelps               |

## Reacties
De film was op Batman Returns na de meest succesvolle film van juni 1992 en de op vier na succesvolste film van het jaar.
Ondanks deze statistieken waren de meningen verdeeld over deze film. Enkele critici vonden het derde deel in vergelijking met de eerste twee een stuk minder. Anderen vonden dat het personage Leo Getz totaal overbodig was. Toch bracht de film volgens andere critici ook weer nieuwe dingen, zoals het karakter Lorna Cole, die omschreven wordt als 'de vrouwelijke Riggs'.

## Trivia
- Het gebouw dat in de eerste scène vernietigd werd, was de voormalige City Hall van Orlando, Florida.
- Het gebouw dat vernietigd werd na de aftiteling, was het voormalige Hotel Soreno in Saint Petersburg, Florida.
- Dit is de eerste Lethal Weapon film met een theme-song, namelijk It's Probably Me.
- Tijdens de achtervolging met de geldtransporten, noemt de chauffeuse Delores, zichzelf de "Delores the Road-Warrior". De Road-Warrior is ook de naam van Mel Gibson's karakter in Mad Max en in het vervolg, The Road Warrior.